# Іванцмінда
Іванцмінда (груз. ივანწმინდა) — село в Грузії.
За даними перепису населення 2014 року в селі проживає 623 осіб.